# Shotoku
Imperatriz Shotoku (称徳天皇, Shotoku-tennō, 718-770)) foi a 48.ª Imperatriz do Japão, na lista tradicional de sucessão.

## Vida
Shotoku reinou de 764 a 770. Shotoku e Koken eram a mesma pessoa, que reinou por duas vezes como imperatriz do Japão. Ela foi a sexta mulher a ascender ao Trono do Crisântemo.
Antes da sua ascensão ao trono, seu nome era Abe ( 阿倍 ). Seu pai era o Imperador Shōmu, e sua mãe era Imperatriz Komyo.
26 de janeiro de 765: Koken é entronada novamente como Imperatriz Shōtoku.
28 de agosto de 770: A Imperatriz morreu de varíola aos 57 anos .  A Imperatriz Shōtoku reinou por cinco anos.
A Imperatriz Koken é tradicionalmente venerada em um memorial no santuário xintoísta em Nara. A Agência da Casa Imperial designa este local como Mausoléu de Koken. E é oficialmente chamado de Takano no misasagi.

## Daijō-kan
- Daijō Daijin Dokyo[4]
- Udaijin, Kibi no Makibi (Filho de Ason  Kunikatsu, Comandante da Guarda Pessoal da Imperatriz)[4]
- Dainagon, Fujiwara no Matate (terceiro filho de Fujiwara no Fusasaki  fundador do Ramo Hokke dos Fujiwara (Casa do Norte), morreu em 16 de março de 766)[4]